# Sungai Pinang (Rantau Bayur)
Sungai Pinang is een bestuurslaag in het regentschap Banyuasin van de provincie Zuid-Sumatra, Indonesië. Sungai Pinang telt 1496 inwoners (volkstelling 2010).